# Melinda and Melinda
Melinda and Melinda er en amerikansk dramafilm fra 2005 instrueret og skrevet af Woody Allen. Filmen havde premiere på den spanske filmfestival San Sebastian International Film Festival.

## Medvirkende
- Radha Mitchell
- Chloë Sevigny
- Jonny Lee Miller
- Chiwetel Ejiofor
- Will Ferrell
- Amanda Peet
- Steve Carell
- Wallace Shawn
- Larry Pine
- Brooke Smith

## Modtagelse
Filmen fik en blandet modtagelse blandt kritikerne. Konsensus på Rotten Tomatoes siger: "Woody Allen's uneven Melinda and Melinda fails to find neither comedy nor pathos in what seems like a rehash of his previous themes", med en friskhedsprocent på 53%.
Filmen indtjente på det amerikanske og udenlandske marked 20.085.825 mio. dollars.